# Osmar Dias
Osmar Fernandes Dias (Quatá, 10 de mayo de 1952) es un ingeniero agrónomo y político brasileño.
Con su hermano Álvaro Dias, nació en São Paulo, en Quatá sino que fue creado en Maringá en Paraná. Formado en Agronomía en Fundación del Colegio de Agricultura Luiz Meneghel, en Bandeirantes, donde fue profesor y director. Fue director técnico de la Granja Experimental Cocamar.
Su primer cargo público fue el de presidente de la Sociedad Agrícola de Desarrollo Económico del Estado de Paraná, entre 1983 y 1986, en el gobierno José Richa. Entonces, fue Secretario de Agricultura de Paraná entre 1987 y 1994 en la gestión de los gobernadores Álvaro Dias y Roberto Requião.
Em 1994 jugó sus cargos de elección popular primero, fue elegido Senador de Paraná por el Partido Progresista. Se unió a la continuación PSDB, llegando a ocupar la segunda posición en la Cámara.
Defendió, con su hermano Álvaro Dias, la creación de una CPI para investigar las denuncias de corrupción en el gobierno federal, en el momento, dirigida por PSDB. Ambos se sometieron a un proceso de expulsión del partido y afiliados a la PDT. Permanece en el Senado, Você quis dizer: elegendo-se em
la reelección en 2002. Presidió la "Comisión de Asuntos Sociales" y "Comité de Educación" del Senado, además de ser el ponente de la Ley Seguridad de la Biotecnología".
En 2006 Osmar Dias candidato al gobierno de Paraná. Después de una carrera muy reñida, fue derrotado en la segunda entrada a Roberto Requião de PMDB (Requião 50,1% e Osmar 49,9%).
Él era el líder de la bancada PDT en el Senado entre 2005 y 2007, y de nuevo a partir de 2008 después de la muerte del entonces líder, senador Jefferson Peres.
Funcionó para el gobernador de Paraná al elecciones 2010 y había Rodrigo Rocha Loures (PMDB) como vice. Perdiendo en la 1 ª ronda con poco más de 2 millones y 600 000 votos válidos para Beto Richa
Después de la derrota en las elecciones de 2010, Osmar Dias asume el cargo de Vicepresidente de Agronegocios y la Micro y Pequeña Empresa, el Banco de Brasil.